# Camino Azul
De Camino Azul was een bekende internationale nachttrein tussen (eerst Amsterdam, later vanuit) Brussel en het Spaanse Portbou, net over de grens met Frankrijk aan de Middellandse Zee.
In de omgekeerde richting vertrok de trein echter in Cerbère, net aan de andere kant van de grens in Frankrijk.
In 1996 werd de dagelijkse verbinding gereduceerd tot vijf keer per week. Op 28 september 2003 werd de dienst, die enkel in de zomer eenmaal per week per richting reed, opgeheven. Het duurde bijna 15 uur om het traject per trein af te leggen.
Het traject volgde de route Amsterdam - Den Haag HS, Rotterdam, Roosendaal (locwissel), Station Brussel-Zuid (locwissel), Brussel-Noord, Brussel-Luxemburg - Namen - Arlon - Luxemburg - Nîmes - Montpellier - Agde - Béziers - Perpignan - Collioure - Port-Vendres - Banyuls - Cerbère - Portbou.